# 塔沃拉臘島

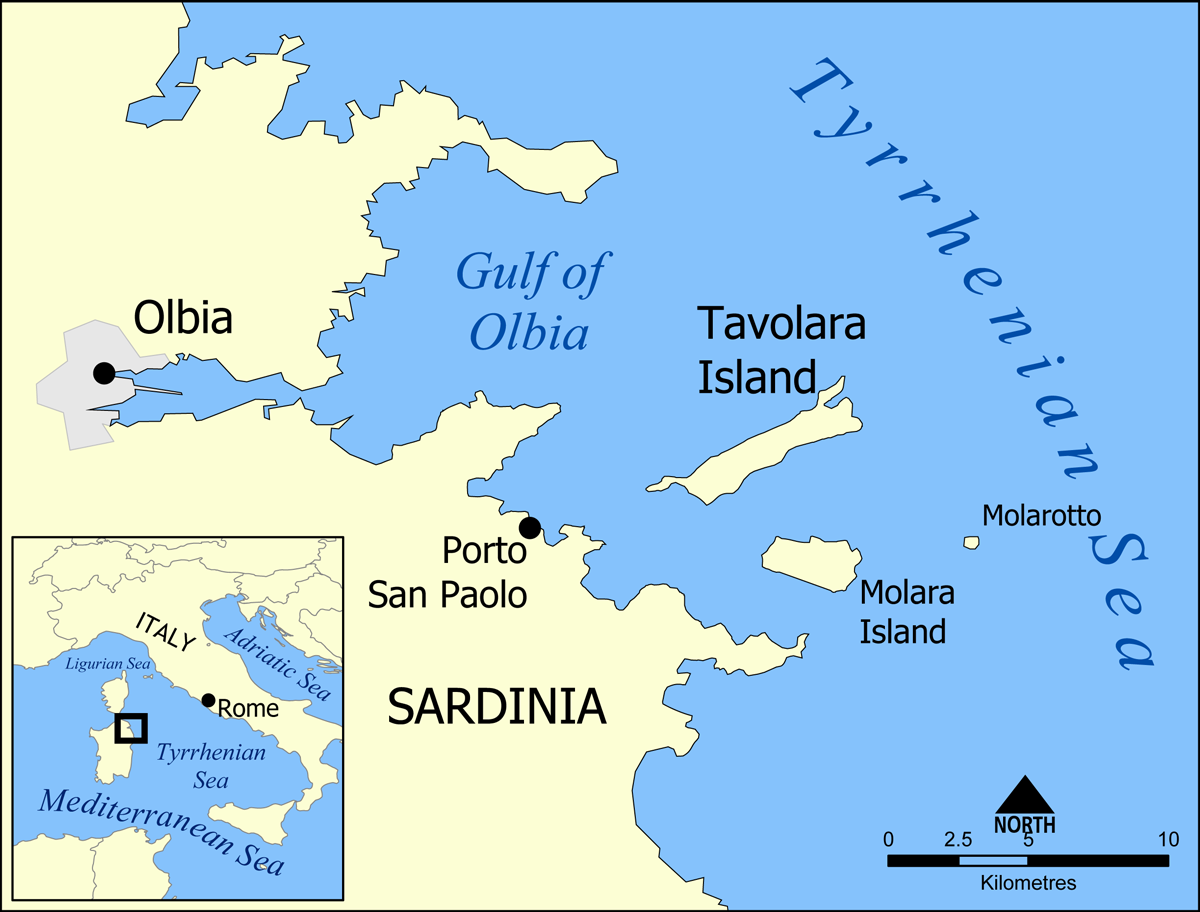
塔沃拉臘島的位置

 塔沃拉腊岛（義大利語：Tavolara）是意大利撒丁大区东北部的一座岛，号称世界最小王国的塔沃拉腊王国就座落于该岛上，该地也是当地著名旅游景点和攀岩景点。

## 地理

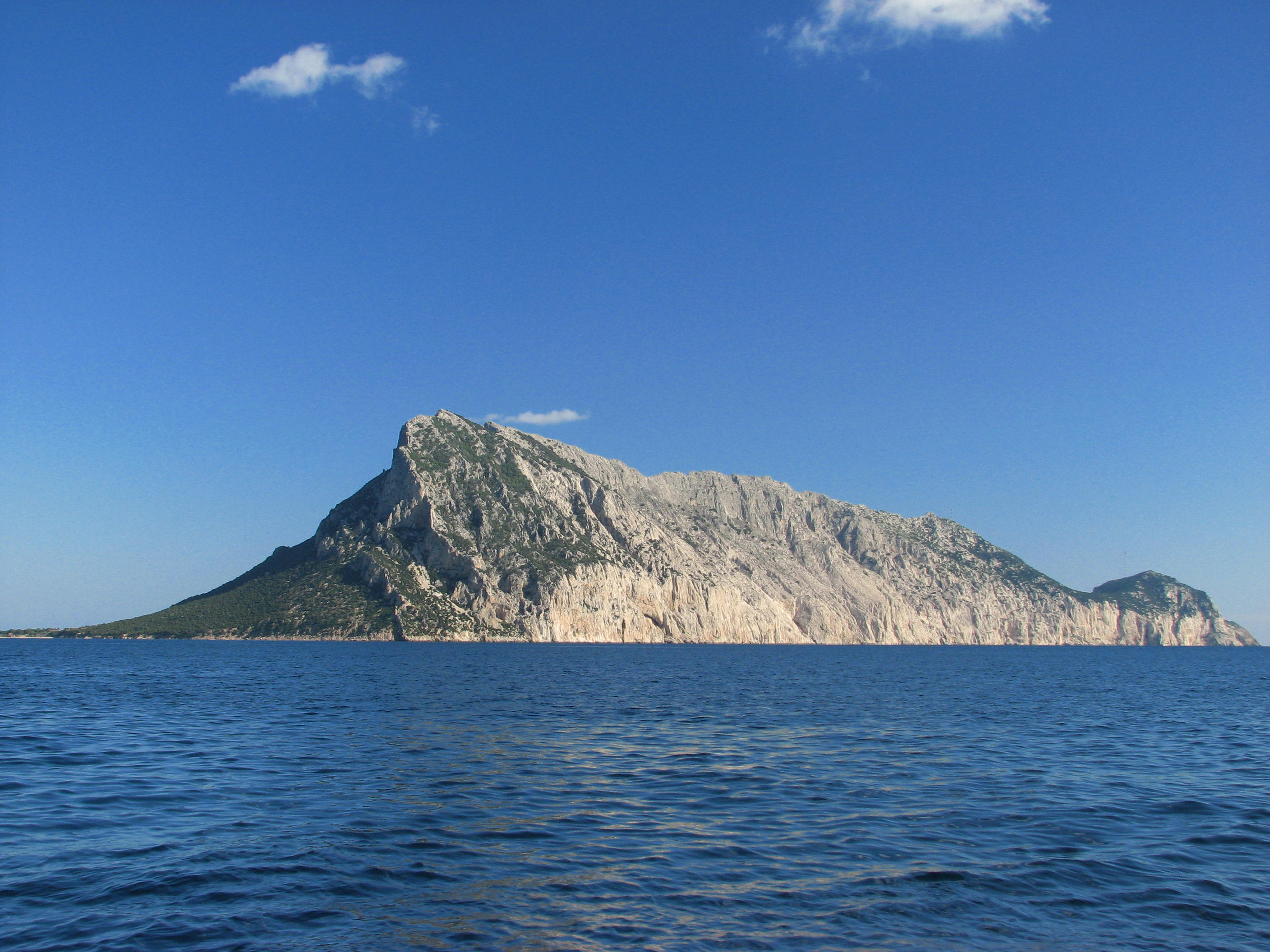
塔沃拉臘島

岛长约7公里，宽2公里，岛上的塔沃拉腊山承西南，东北走向贯穿全岛，最高点560米。岛上海拔多在100米以上，唯有东北部和西南部有小部分平原。岛上多为花岗岩与石灰岩。